# Meroleucoides rectilineata
Meroleucoides rectilineata is een vlinder uit de familie nachtpauwogen (Saturniidae), onderfamilie Hemileucinae.
De wetenschappelijke naam van de soort is voor het eerst geldig gepubliceerd door Lemaire & Venedictoff in 1989.